# 核医学
核医学是医学的一个分支，其利用物质的核特性来进行诊断和治疗。
常见的核医检查有：心肌灌注扫描、骨骼扫描、正电子造影。

## 背景
核医学操作项目采用的是事先经过放射性核素标记的药物，即放射性药物（放射性药品）。在诊断检查过程中，首先将放射性物质施用于病人，继而则是对放射性物质所发出的电离辐射加以检测。这些诊断试验要涉及到采用一种γ相机或者说正电子发射计算机断层扫描术来形成图像。这种技术是由Hal O. Anger发明的，有时又称为Anger γ相机。这种成像还可能称为“放射性核素成像（放射性核素显像）”或“核显像（核素显像，核素闪烁显像）”。其他的诊断试验则采用探针来获得不同身体部分的测量结果，或者采用盖革计数器对取自病人的样品加以测量。
在治疗方面，放射性核素的施用旨在治疗疾病或者实现姑息性疼痛缓解。例如碘-131的施用常常用于治疗甲状腺机能亢进和甲状腺癌。磷-32过去曾经用于治疗真性红细胞增多。这些治疗手段依赖于大剂量辐射暴露对于细胞的杀伤，而相比之下，对于诊断方面来说，则是要将暴露保持在可合理实现的低水平（ALARA原则）之上，以便减少造成肿瘤的机会。
核医学与大多数其他成像设备不同，因为相对于诸如X射线断层成像（计算机断层扫描）或MRI之类传统的解剖学成像，此类试验主要显示的是所检查系统的生理功能。在有些中心，可以利用软件或组合式相机，将核医学图像叠加到其他来自X射线断层成像或MRI之类设备的图像，以便突出显示放射性药物浓聚之处所在的身体部分。这种工作常常被称为图像融合或配准。
在医院里，通常由专门的科室来负责提供核医学诊断试验；而且，可能还包括用于制备放射性药物的设施。在不同的医院之间，这种科室的具体名称可能各不相同；其中，最为常用的名称就是核医学科和放射性同位素科。
医用同位素全球供应量的三分之二都是由加拿大安大略省乔克河市粉筆河实验室的國家研究通用反應爐生产的。为了促进针对安全方面若干问题的修理工作，加拿大核安全委员会责令其于2007年11月18日关闭该反应堆。这些修理工作实际所花费的时间比预计的要长，因而，2007年12月出现了医用同位素严重短缺的局面。加拿大政府通过了紧急法案，以便允许该反应堆于2007年12月16日重新启动，继续生产医用同位素。
國家研究通用反應爐用于采用U-235核裂变过程中所大量产生的中子来照射（辐照）各种原材料。在接受照射的原材料的原子核之中添加一个中子，就会改变这些原子核。例如，第二常用的放射性核素Tc-99m；Tc-99m排在最为常用的放射性核素F-18（它是利用加速器产生的质子轰击O-18而产生的）之后。O-18大约占普通氧的0.20%；大多数氧为O-16，而O-18是从天然氧中提取出来的；参见FDG。
在核反应堆中，铀的核裂变产物之一就是钼-99（Mo-99）。将Mo-99从中提取出来之后，会将其送往北美洲各地的放射性药房（俗称“奶站”）。Mo-99在进行半衰期为2.7天的放射性β衰变之时，最初会转变成为Tc-99m；接着，人们就会将Tc-99m从一种称为“母牛（Moly cow，钼牛）”的发生器（参见钼／锝发生器）当中提取出来（俗称“挤奶”）。继而，Tc-99m在病人体内进一步发生衰变，释放出一个可被γ相机检测到的γ光子。这样，Mo-99就最终衰变成了基态的Tc-99。相对Tc-99m而言，Tc-99属于非放射性物质。

## 诊断试验
核医学诊断试验所利用的机制就是，当存在某种疾病或病理状态时，机体对于物质所采取的不同处理方式。引入到体内的放射性核素往往会以化学方式结合到某种在体内具有特有作用的复合物之上；这种带有放射性核素标记的复合物常常称为示踪剂。当存在某种疾病的时候，示踪剂在体内的分布或处理往往会有所不同。例如，配体（ligand）亚甲基二膦酸盐（MDP）在骨骼之中会得到优先摄取。采取化学方式将锝-99m连接到MDP之上，就可以借助于羟磷灰石，将放射性转运和结合到骨骼之中，从而用于成像。通常，任何生理功能的增强，如骨骼之中发生的骨折，都将意味着示踪剂浓度的增加。这往往会造成“热灶”现象；热灶可以是放射性蓄积的灶性增高，或者是整个生理系统范围内放射性蓄积的普遍增高。而另一些疾病过程则会造成对于示踪剂的排斥，从而导致“冷灶”现象。为了对许多不同的器官、腺体以及生理过程进行成像或处理，目前已经开发出了许多的示踪剂复合物。核医学试验的类型可以分为两大组：体内（in-vivo）型和体外（in-vitro）型。

## 检查类型
典型的核医学检查会涉及到采取静脉注射的方式以液态或聚合物的形式将某种放射性核素注入体内，与食物混合摄入体内，以气态或气溶胶的形式吸入体内，或者在罕见的情况下，也可能会注射的是经过微小封装的某种核素。一些采用放射性核素白细胞闪烁成像技术和红细胞闪烁成像技术的检查则需要对病人自身的血液细胞进行标记。大多数诊断用放射性核素都会发射γ射线，而治疗用途的放射性核素则利用的是β粒子的细胞损伤特性。
核医学领域所采用的经过改良的放射性核素或者来自于核反应堆或回旋加速器之中的核裂变或核聚变过程，或者利用的是专用发生器之中的自然衰变过程，如钼／锝发生器或锶／铷发生器。核反应堆产生的是半衰期较长的放射性核素，而回旋加速器生产的则是半衰期较短的放射性核素。
最为常用的静脉内注射用放射性核素有：
- 锝-99m
- 碘-123
- 碘-131（口服）
- 铊-201
- 镓-67
- 氟-18 氟代脱氧葡萄糖
- 铟-111标记的白细胞

最为常用的气态／气溶胶形式的放射性核素有：
- 氙-133
- 氪-81m
- 锝-99m [2]
- 锝-99m [DTPA]气溶胶

## 分析
核医学成像过程的最终结果是由一幅或多幅图像组成的“数据集”。在多幅图像构成的数据集之中，其图像数组可以表示常常称为“动态”数据集的时间序列（即电影）、心脏门控时间序列，或者γ相机相对于病人移动时所产生的空间序列。在单光子发射计算机断层扫描过程中，旋转的γ相机所采集的图像，将被重建为某种从特定位置上横贯病人身体的“切片”图像。若干平行的切片所组成的集合将形成切片堆栈，也就是病人体内放射性核素分布情况的一种三维表现形式。
为了针对核医学领域所现有的各种具体的成像技术，提供相应的定量分析软件包，核医学计算机可能需要数百万行的源代码。
利用诸如多室模型或Patlak图之类的动力学模型，尚可对时间序列进一步加以分析。

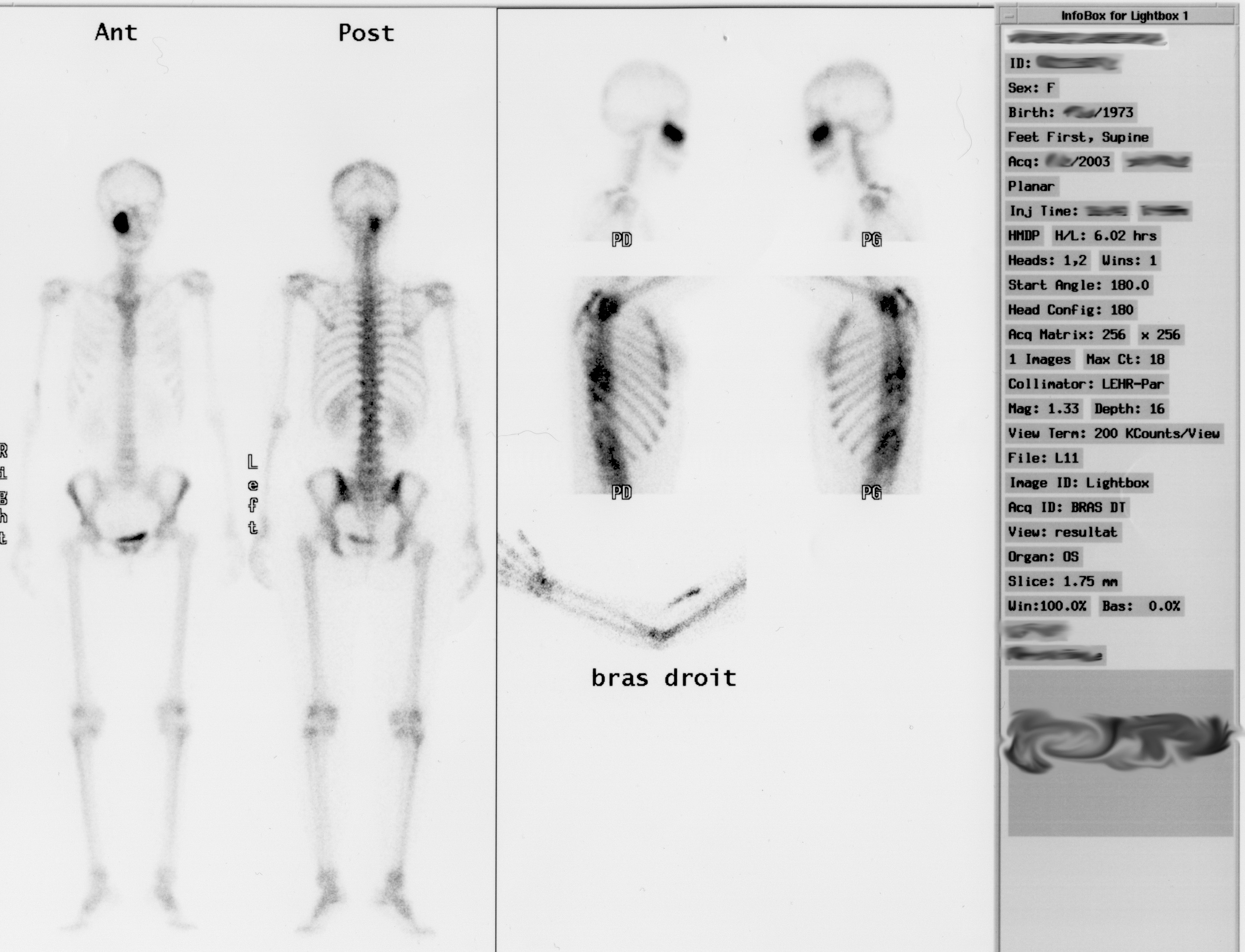
如上所示为一位年轻女性的骨扫描图像，其中右侧眼眶下方有一处病变。

## 辐射剂量
接受核医学操作的病人会接受一定的辐射剂量。依据当前现行的国际指导原则，假定的一点就是，任何辐射剂量，无论其多小，都存在着一定的风险。在核医学检查过程中，对病人所造成的辐射剂量都存在着非常小的，诱导癌症的风险。就这一方面而言，其类似于X射线检查所带来的风险；不过，这种辐射剂量来自于身体内部，而不是那些发射X射线的机器之类的外部来源。
源自核医学检查的辐射剂量表示为有效剂量，单位是希沃特，且通常采用毫希沃特。检查所造成的有效剂量受下列因素影响：
- 以兆贝克勒为单位表示的，所施用的活度的数量；
- 所用放射性药物的物理性质；
- 在体内的分布情况；
- 从体内清除的速率。

对于不同的核医学检查，有效剂量会有所不同。用来测量肾小球滤过率（GFR）的3 MBq 铬-51 EDTA可以造成6 μSv (0.006 mSv)的有效剂量，而采用150 MBq 铊-201的非特异性的肿瘤成像操作所造成的有效剂量则可以达到37 mSv。采用600 MBq 锝-99m-MDP的常规骨扫描所造成的有效剂量则为3 mSv（1）。
对于几乎所有的核医学操作来说，拉德和雷姆基本上都是等价的；不过，唯有α射线会造成较高的雷姆或希沃特值，因为其相对生物学效应（RBE）要强得多。如今，核医学领域已很少采用α放射源，但在核反应堆和加速器所生产的放射性核素问世之前，此类放射源的应用还相当广泛。人体辐射暴露方面所涉及的概念属于卫生物理学领域的范畴。

### 受控医学词表
- CPT
- ICD
- LOINC
- MeSH
- SNOMED
- SNOMED RT
- SNOMED CT
- UMLS